# International Grid Control Cooperation
Die International Grid Control Cooperation (IGCC) ist ein europäisches Projekt, bestehend aus 27 Übertragungsnetzbetreibern in 24 europäischen Staaten zur Optimierung von Verbrauch und Erzeugung elektrischer Leistung in ihren miteinander verbundenen Stromnetzen. Insbesondere soll die gleichzeitige Aktivierung von positiver und negativer  Regelleistung (engl. Imbalance Netting) in  den teilnehmenden Regelzonen vermieden werden, sofern dies im Rahmen der Netzkapazitäten und der Netzsicherheit möglich ist. Das Projekt ist 2010 aus dem deutschen Netzregelverbund (engl. grid control cooperation, GCC) hervorgegangen, wobei ausschließlich dessen Modul 1 zur Anwendung kommt.
Erfolgte die Teilnahme an IGCC zunächst freiwillig, so wurde im Jahr 2017 die verpflichtende Teilnahme am Imbalance Netting für die europäischen Regelzonen gesetzlich in Artikel 22 der europäischen Verordnung über den Systemausgleich im Elektrizitätsversorgungssystem festgeschrieben und das IGCC als Umsetzungsprojekt ausgewählt.

## Teilnehmer
Aktuell nehmen folgende Regelzonen am Imbalance Netting im Rahmen des IGCC teil:
- Deutschland:
  - 50Hertz Transmission (früher: Vattenfall Europe Transmission GmbH) seit Dezember 2008
  - Tennet TSO (früher: E.ON Netz GmbH) seit Dezember 2008
  - TransnetBW (früher: EnBW Transportnetze AG) (TNG) seit Dezember 2008
  - Amprion seit Mai 2010
- Österreich: APG seit April 2014
- Schweiz: swissgrid seit März 2012

- Belgien: Elia System Operator seit Oktober 2012
- Dänemark: Energinet.dk seit Oktober 2011
- Frankreich: RTE seit Februar 2016
- Griechenland: ADMIE seit Juni 2021
- Italien: TERNA seit Januar 2020
- Kroatien: HOPS seit Februar 2019
- Niederlande: Tennet seit Februar 2012
- Polen: PSE seit Februar 2020
- Portugal: REN seit Dezember 2020
- Rumänien: TRANSELECTRICA seit Dezember 2021
- Slowakei: SEPS seit Mai 2020
- Slowenien: ELES seit Februar 2019
- Spanien: REE seit Oktober 2020
- Tschechische Republik: ČEPS seit Juni 2012
- Ungarn: MAVIR seit März 2020

## Wirtschaftlicher Nutzen der IGCC
Der wirtschaftliche Nutzen wird im Rahmen eines Social Welfare Reports quartalsweise veröffentlicht. Im ersten Quartal 2022 wurden beispielsweise mehr als drei Terawattstunden an gegenläufiger Regelenergie vermieden, wodurch mehr als 180 Millionen € eingespart werden konnten.